# スワップ取引
スワップ取引（英: swap）とは、デリバティブ取引の1種で、あらかじめ決められた条件に基づいて、将来の一定期間にわたり、キャッシュ・フローを交換する取引である。

## スワップ取引の種類
金利スワップ
同一通貨のキャッシュ・フローを交換する取引で、固定金利と変動金利を交換する取引が代表的なものである。この取引における金利に係る元本は想定元本と呼ばれ、実際には交換されず、単に利払金額を算定するための名目的なものである。円の金利スワップは特に円円スワップと呼ばれる。また、変動金利同士を交換するスワップ取引はベーシス・スワップと呼ばれる。
通貨スワップ
円とドルなど、異なる通貨の金利および元本を交換する取引をいう。外貨建債権・債務の為替リスクのヘッジなどを目的として行われる。
クーポン・スワップ
通貨スワップは、金利の交換のみならず、取引の開始及び終了時点で元本の交換も行われるが、元本の交換を伴わない場合はクーポン・スワップという。
為替スワップ
直物為替と、反対方向の先物為替とを組み合わせたスワップ取引をいう。
リカバリースワップ
CDS (Credit Default Swap) に関連した、デリバティブ契約。
クレジット・デフォルト・スワップ（CDS）
定期的な一定金額の支払と引替えに、特定の企業に関して一定の信用事由として規定された事由の発生があったときに一定の方法による決済を行うことを約束するもの。信用リスクとリターンを第三者に移転させるものであり、保証に類似する。
トータル・リターン・スワップ（TRSまたはTRORSなど）
定期的な一定金額の支払と引替えに、特定の金融商品に関するリスク（信用リスクに限らない。）とリターンを移転させるものである。例えば時価で100億円の株式についてTRSを締結した場合、売り手は当該株式を保有したまま、保有することによるリスクを完全に回避することができる。一方で、売り手はバランスシート上に載せずに当該株式についてエクスポージャーを取ることができる。また、買い手にとっては株式を購入するほどの現金の支出を伴わずにエクスポージャーを取り、レバレッジをかけることができる点もメリットである。
エクイティースワップ
片方または両方のキャッシュ・フローが株価、あるいは株価指数に連動しているスワップ取引。
商品スワップ（コモディティ・スワップ）
毎月など一定サイクルの「固定価格での支払い」と「変動する商品価格の支払い」を交換するスワップ取引。つまり、リスク回避する側は商品を定額購入できるようになる。
長寿スワップ（Longevity swap）
「固定払い」と「平均寿命などに基づいて決まる変動払い」のスワップ取引。終身年金でスワップ取引が利用されている場合などに利用されている。長寿により年金支払額が増大するリスクをヘッジするのに利用される。

## 東京商品取引所の石油スワップ取引（上場廃止済み）
日本の商品取引所である東京商品取引所は、同取引所において上場されている石油関連のデリバティブ取引の一部を、「石油スワップ取引」と呼んでいた。商品スワップは、毎月の支払いなど複数回の支払い（つまりキャッシュ・フロー）をスワップしているが、東京商品取引所の石油スワップ取引は、そのうち1回分だけを抜き出し現金決済の商品先物取引にしたものである。2017年5月8日に上場し、2020年8月31日に売買停止、2021年4月1日に上場廃止となった。元々、現物決済の「スワップ」と名前に付かない物が存在したが、現金決済の物を追加し「スワップ」を名前に付けたが、3年で現金決済を廃止し、現物決済の方を残した。

## 参照
1. ↑  コモディティデリバティブと企業のヘッジニーズ - 株式会社みずほ銀行
2. ↑  コモディティスワップ | みずほ証券 ファイナンス用語集
3. ↑  野村資本市場研究所｜英国確定給付型企業年金で始まった「長寿スワップ」の活用（PDF） - 2010spr10web.pdf
4. ↑  石油スワップ取引の仕組みについて｜TOCOMの石油市場｜石油スワップ取引誕生
5. ↑  石油スワップ取引、価格変動リスク回避: 日本経済新聞
6. ↑  石油スワップの上場廃止等に伴う業務規程等の一部改正について - 株式会社東京商品取引所
7. ↑  石油製品現金決済取引上場に伴うお知らせ - 岡安商事株式会社